# Admiraltygletsjer
De Admiraltygletsjer is een gletsjer in Nationaal park Noordoost-Groenland in het oosten van Groenland. 

## Geografie
De gletsjer is zuidwest-noordoost georiënteerd en heeft een lengte van meer dan 35 kilometer. Hij mondt in het noordoosten uit op de Britanniagletsjer.
Op ongeveer tien kilometer naar het noorden ligt de Sunderlandgletsjer, op ongeveer 25 kilometer naar het oosten ligt de Storstrømmengletsjer, op ongeveer tien kilometer zuidelijker ligt de Treforkgletsjer en op ongeveer vijftien kilometer zuidelijker ligt de Borgjøkelengletsjer.